# Bělušice u Kolína

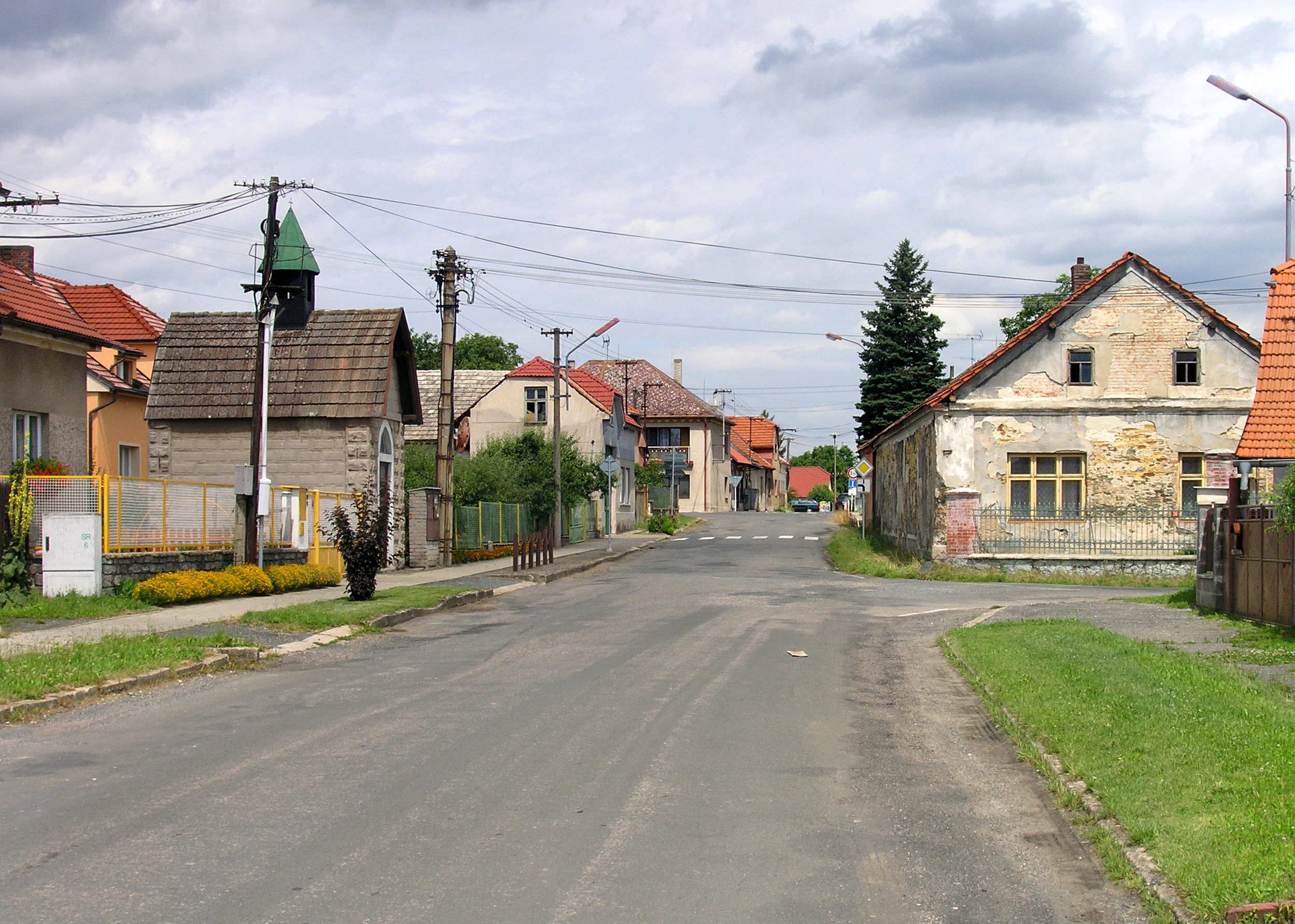
Hauptstraße

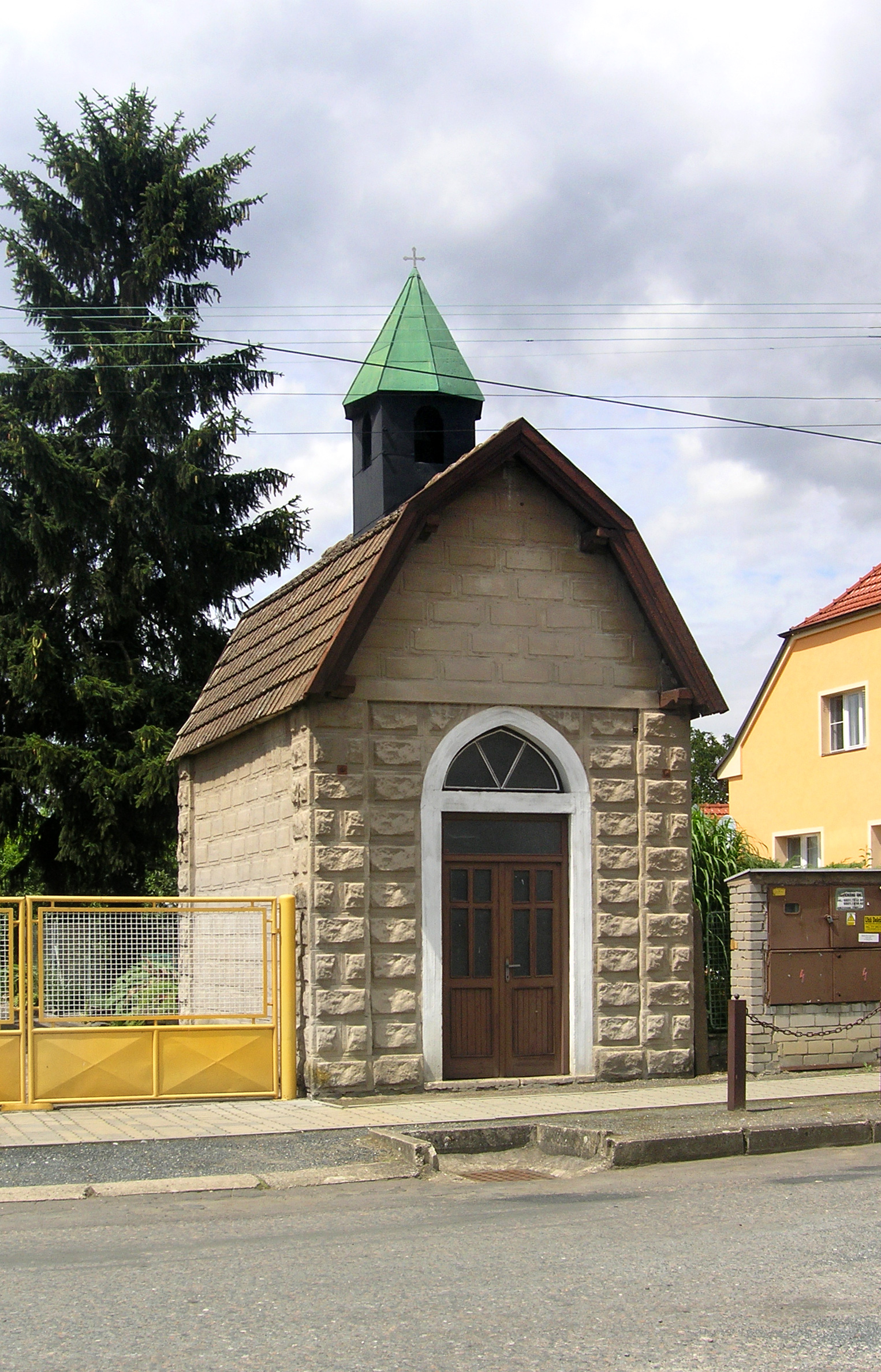
Kapelle

Bělušice (deutsch Bieluschitz) ist eine Gemeinde in Tschechien. Sie liegt vier Kilometer nordwestlich von Týnec nad Labem und gehört zum Okres Kolín.

## Geographie
Bělušice befindet sich an einem Zufluss zum Předveský potok in der Středolabské tabule (Tafelland an der mittleren Elbe). Nördlich erhebt sich der Holý vrch (266 m n.m.), im Westen die Homole (279 m n.m.).
Nachbarorte sind Ohaře, Chrást und Dománovice im Norden, Radovesnice II und Lipec im Nordosten, Božec und Krakovany im Osten, Svárava, Labské Chrčice, Kojice und Týnec nad Labem im Südosten, Lžovice und Veletov im Süden, Konárovice, Jelen und Písečný Mlýn im Südwesten, Býchory im Westen sowie Volárna, Jestřabí Lhota und Němčice im Nordwesten.

## Geschichte
Der Name des Dorfes leitet sich von dem in der Umgebung reichlich vorkommenden weißen Pläner her, das Gestein diente auch als Baumaterial für die Häuser.
Die erste schriftliche Erwähnung einiger Gebäude Na Bělušicích findet sich 1356 in den Teinitzer Grundbüchern; dieser Anteil gehörte wie das Städtchen Teinitz zu den Besitzungen des Klosters Sedlec. Im Jahre 1360 übertrug Anka von Býchory einen Teil ihrer auf Býchory und Bělušice verschriebenen Morgengabe auf ihre Söhne Ješek, Heřman und Albrecht. Der ehemals Býchorer Anteil gehörte im Jahre 1415 zur Feste Korce, Besitzer war Aleš von Korce.  
Während der Hussitenkriege wurde das Kloster Sedlec 1421 von den Hussiten unter Jan Žižka überfallen und niedergebrannt; anschließend bemächtigten sich verschiedene Adlige des umfangreichen Grundbesitzes. König Sigismund überschrieb am 21. September 1436 das Teinitzer Gut mit dem Städtchen Tajnec sowie Bělušice und weiteren Dörfern erblich an Vaněk von Miletínek, einen Bruder des gemäßigten Hussitenhauptmanns Diviš Bořek von Miletínek. Vaněk von Miletínek bildete daraus die Herrschaft Teinitz. Im Jahre 1490 erwarb Heinrich von Münsterberg das Dorf Bělušice und veräußerte es im Jahr darauf zusammen mit der Herrschaft Pardubitz an Wilhelm von Pernstein. Dieser vererbte 1521 seine böhmischen Güter seinem jüngeren Sohn Vojtěch, nach dessen Tod fielen sie 1534 seinem Bruder Johann zu. Johann von Pernstein hinterließ 1548 seinem Sohn Jaroslav hohe Schulden. Am 21. März 1560 veräußerte Jaroslav von Pernstein die gesamte Herrschaft Pardubitz an König Ferdinand I. Dessen Nachfolger Maximilian II. übertrug die Verwaltung der königlichen Herrschaften der Hofkammer. Mit der Erhebung von Teinitz zur königlichen Kameralstadt durch König Rudolf II. im Jahre 1600 ging das Dorf Bělušice in den Besitz der Stadtgemeinde über.
Im Jahre 1835 bestand das im Chrudimer Kreis gelegene und vom Caslaver Kreis umschlossene Dorf Bieluschitz aus 10 Häusern, in denen 74 Personen, darunter 10 protestantische Familien lebten. Die Einwohner von Bieluschitz wurden als Bürger von Elbe-Teinitz betrachtet, sie besaßen städtische robotfreie Grundstücke und regulierten sich mit den Stadtbüchern. Katholischer Pfarrort war Elbe-Teinitz, das helvetische Pastorat war in Krakowan. Bis zur Mitte des 19. Jahrhunderts blieb Bieluschitz ein Teil der k.k. Kameral- und Schutzstadt Elbe-Teinitz.
Nach der Aufhebung der Patrimonialherrschaften bildete Bělušice ab 1849 einen Teil der Stadtgemeinde Týnec nad Labem im Gerichtsbezirk Kolin. 1855 wurde eine Dorfschule eingerichtet. Ab 1868 gehörte das Dorf zum Bezirk Kolin. Erst zum Ende des 19. Jahrhunderts wurde Bělušice als Stadtteil aufgeführt. 1880 hatte Bělušice 425 Einwohner und bestand aus 84 Häusern. Im Jahre 1900 lebten in Bělušice 450 Menschen, 1910 waren es 466. Bělušice löste sich in den 1920er Jahren von Týnec nad Labem los und bildete eine eigene Gemeinde. 1930 hatte Bělušice 445 Einwohner. 1986 erfolgte der Bau einer Kapelle mit Glockenturm; die Baugenehmigung war unter der Bedingung erfolgt, dass sie kein religiöses Symbol darstellen und nicht geweiht werden durfte. 
Beim Zensus von 2001 lebten in den 119 Häusern der Gemeinde 238 Personen.

## Gemeindegliederung
Für die Gemeinde Bělušice sind keine Ortsteile ausgewiesen. Zu Bělušice gehört die Ansiedlung Chrást.

## Sehenswürdigkeiten
- Kapelle, errichtet 1986. Im Innern befindet sich ein Kreuz aus dem Jahre 1883, an dessen Platz der Bau erfolgte. Das Kreuz auf dem Glockentürmchen wurde erst 1991 aufgesetzt.[4]
- Gedenkstein für die Gefallenen des Ersten Weltkrieges

## Söhne und Töchter der Gemeinde
- Václav Podubský (1904–1970), Fischereiwissenschaftler